# Alians Ewangeliczny w RP

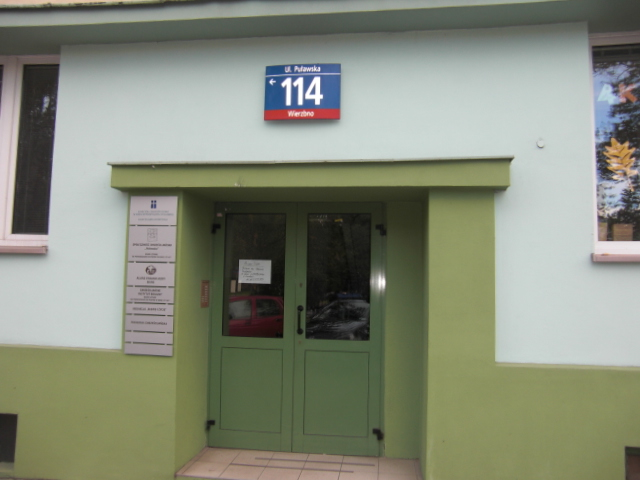
Siedziba Aliansu Ewangelicznego

Alians Ewangeliczny w RP – polska organizacja międzywyznaniowa zrzeszająca Kościoły, zbory i inne organizacje (np. fundacje) związane z ewangelikalnym protestantyzmem. Jego celem jest reprezentowanie i wspieranie działalności ewangelicznego chrześcijaństwa w Polsce. Polski Alians współpracuje ze Światowym Aliansem Ewangelikalnym oraz z Europejskim Aliansem Ewangelikalnym. Od lutego 2019 przewodniczącym Aliansu jest pastor dr Marek Kamiński.

## Historia
Utrata korzyści związanych z członkostwem w PRE spowodowała, że KZ próbował zrekompensować te straty na drodze rozwoju własnego Kościoła oraz inicjatyw ekumenicznych skierowanych do innych ugrupowań o charakterze zielonoświątkowym. Rozmowy z innymi kościołami zielonoświątkowymi nie powiodły się, wobec tego liderzy KZ (głównie Kazimierz Sosulski i Edward Czajko) wystąpili z inicjatywą utworzenia Aliansu Ewangelicznego. 21 czerwca 1999 w siedzibie Kościoła Zielonoświątkowego w Warszawie odbyła się konferencja przedstawicieli Kościołów ewangelikalnych w Polsce, podczas której podjęto uchwałę o utworzeniu Aliansu. W spotkaniu uczestniczyli przedstawiciele następujących kościołów: Kościół Zielonoświątkowy, Kościół Zborów Chrystusowych, Kościół Ewangelicznych Chrześcijan, Kościół Chrześcijan Wiary Ewangelicznej, Kościół Boży w Chrystusie, Ewangeliczna Wspólnota Zielonoświątkowa, Ursynowska Społeczność Chrześcijańska, Kościół Dobrego Pasterza oraz organizacje ewangelikalne.
21 stycznia 2000 został wpisany do rejestru kościołów i innych związków wyznaniowych jako krajowa organizacja kościelna, dział B pozycja 5. W 2007 roku do Aliansu przystąpił Kościół Chrześcijan Baptystów. W 2009 roku powstała Komisja Wspólna Przedstawicieli Rządu RP i Aliansu Ewangelicznego w RP. We wrześniu 2010 roku szeregi Aliansu opuścił Kościół Zielonoświątkowy w RP, główny inicjator Aliansu, ponieważ niewielkie wspólnoty miały ten sam głos, co wiodące, w wyniku czego KZ był marginalizowany. KZ zarzucał też Kościołowi Chrystusowemu zawłaszczenie sobie Aliansu. 15 stycznia 2015 Kościół ten ponownie stał się jego członkiem (przedtem jednak dokonano zmian w Statucie i odtąd do Zarządu wchodzić mogą tylko zwierzchnicy najważniejszych kościołów ewangelikalnych).
Alians bywa krytykowany za niewielką skuteczność.
Przewodniczący Aliansu
- 2000–2006 – pastor Henryk Rother-Sacewicz
- 2006–2015 – pastor Andrzej Nędzusiak
- 2015–2019 – pastor dr Mateusz Wichary[6]
- 2019–2023 – pastor dr Marek Kamiński[1]
- od 2023 – pastor Andrzej Nędzusiak[1]

Sekretarze generalni Aliansu
- 2004–2015 – pastor Władysław Dwulat[7][6].

## Cele Aliansu
- wspieranie i inicjowanie współpracy pomiędzy Kościołami i innymi organizacjami ewangelikalnymi
- wypowiadanie się w kwestiach etycznych, moralnych, społecznych i religijnych zgodnie ze światopoglądem ewangelicznym
- organizacja działalności charytatywnej
- wspieranie działalności wychowawczej i kulturalnej (przez np.: zakładanie i prowadzenie szkół, przedszkoli, uczelni, wydawanie czasopism i książek)

## Członkostwo

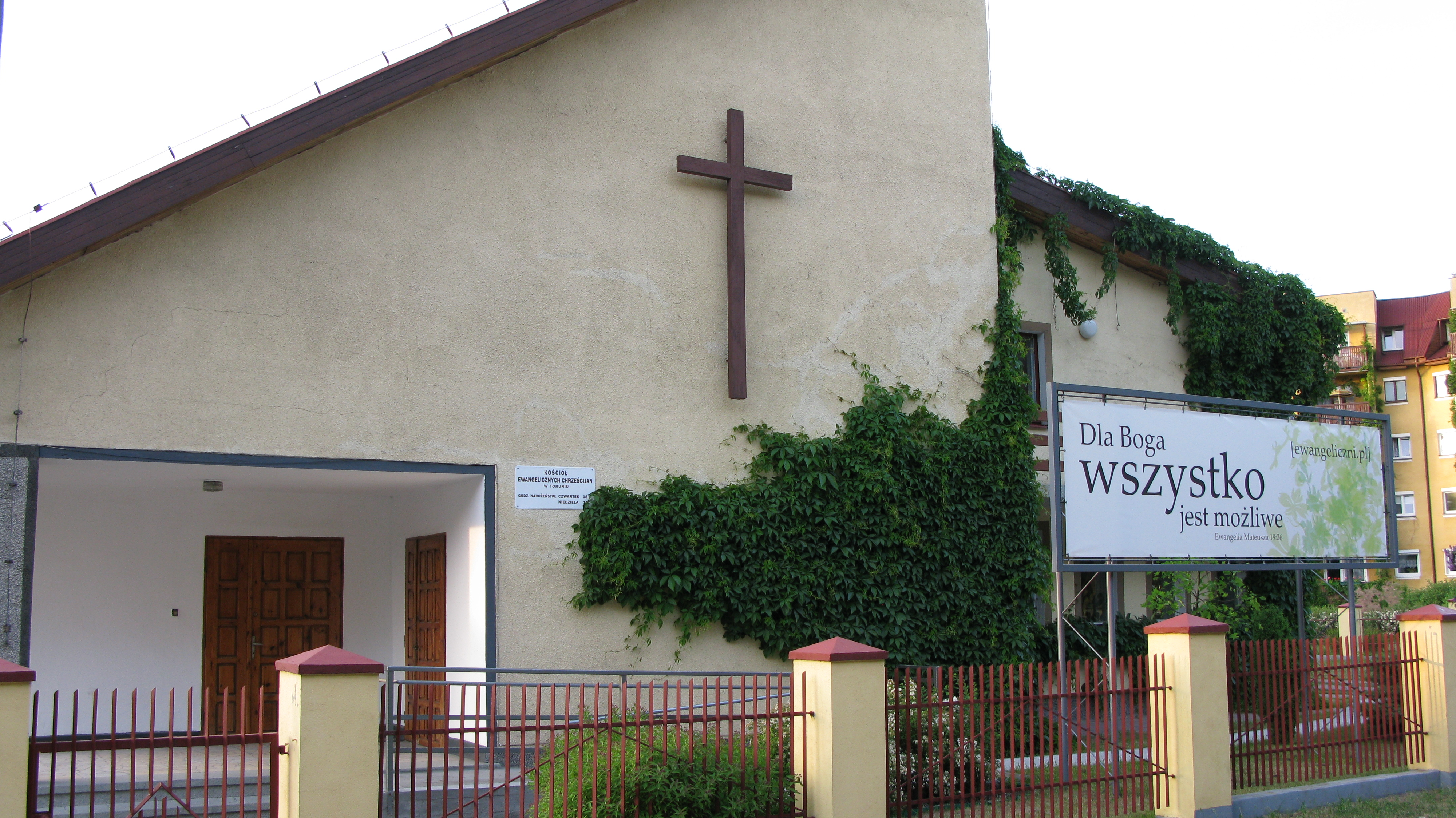
Kaplica Kościoła Ewangelicznych Chrześcijan w Toruniu

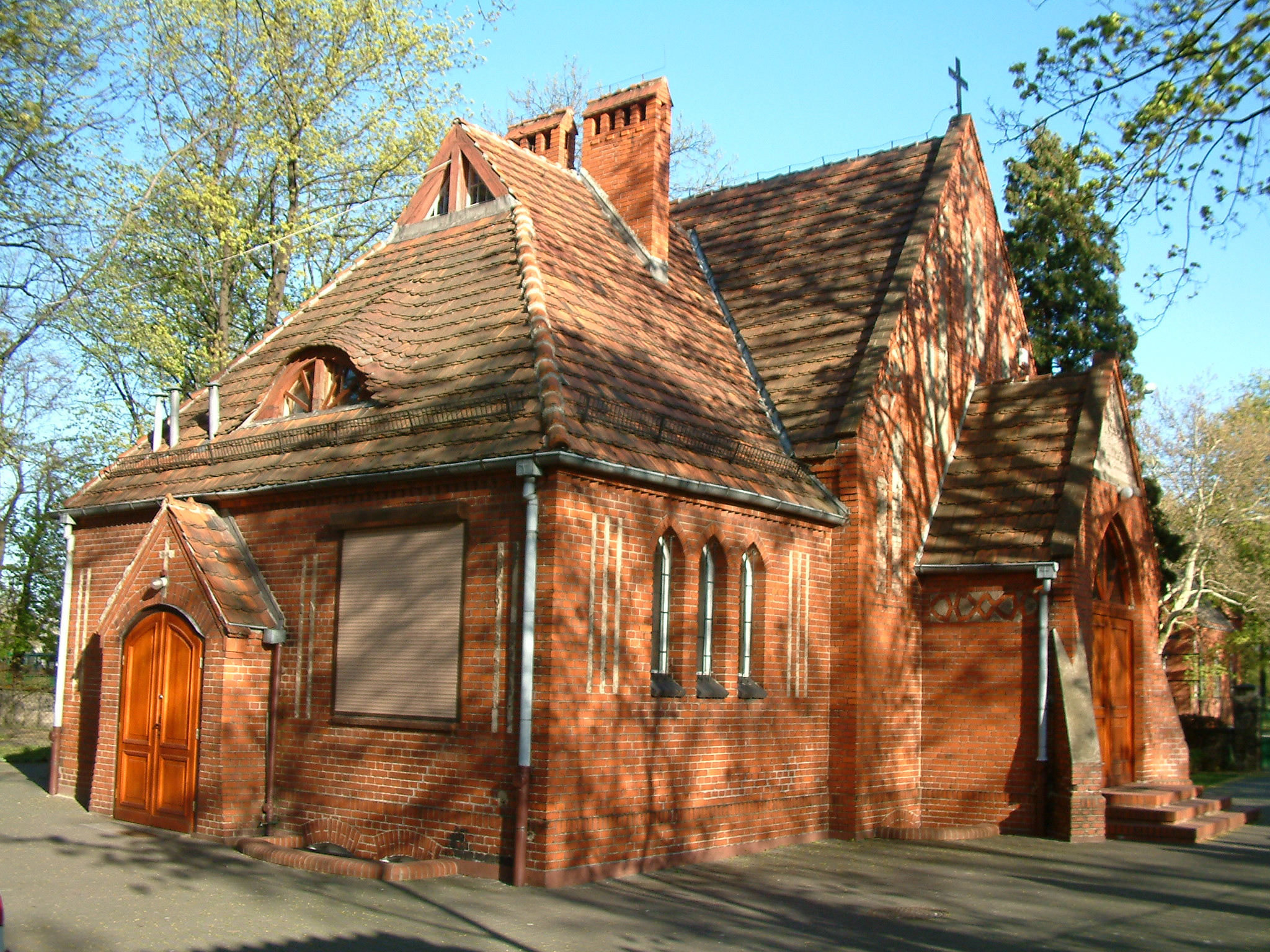
Kaplica I Zboru Chrześcijan Baptystów „Wspólnota Nowego Narodzenia” w Poznaniu

Członkami zwyczajnymi Aliansu są Kościoły ewangelikalne, zaś członkiem stowarzyszonym może być także inna organizacja.

### Członkowie zwyczajni
- Armia Zbawienia
- Centrum Chrześcijańskie „Nowa Fala”
- Chrześcijańskie Centrum „Pan jest Sztandarem”
- Kościół Boży w Chrystusie
- Kościół Boży w Polsce
- Kościół Chrystusowy w RP
- Kościół Chrześcijan Baptystów w RP (od 2007)
- Kościół Chrześcijan Wiary Ewangelicznej w RP
- Kościół „Chrystus dla wszystkich”
- Kościół Chwały (do 2013 Chrześcijański Kościół Reformacyjny)
- Kościół Dobrego Pasterza
- Kościół Jezusa Chrystusa „Syjon” w Rzeszowie
- Kościół Zielonoświątkowy w RP
- Ursynowska Społeczność Ewangeliczna
- Wrocław dla Jezusa

### Członkowie stowarzyszeni
- CCI – Polska
- Chrześcijańska Fundacja „De’Ignis” – Polska
- Chrześcijańska Fundacja „Życie i Misja”
- Chrześcijańskie Stowarzyszenie Akademickie
- Chrześcijańskie Stowarzyszenie Pomocy Dzieciom „Misja Nadziei”
- Fundacja „Głos Ewangelii”
- Fundacja „Młodzież dla Chrystusa – Polska”
- Fundacja „PROeM”
- Fundacja Chrześcijańska „OWRze”
- Fundacja Radio Chrześcijanin
- Misja Pokoleń
- Ruch Nowego Życia
- Scripture Union
- Społeczność Ewangelizacji Dzieci
- Stowarzyszenie „Fala”